# Basilica di Sant'Eustachio (Scala)
La basilica di Sant'Eustachio è una chiesa sconsacrata in rovina ubicata a Scala, nella frazione di Pontone.

## Storia e descrizione
Venne edificata nel corso del XII secolo per volere dei d'Afflitto, difronte alla loro casa-torre, e dedicata a sant'Eustachio, secondo la tradizione capostipite della famiglia. Successivamente abbandonata, la chiesa divenne un rudere.
Posizionata tra le frazioni di Minuta e Pontone, della chiesa restano soltanto parte delle mura perimetrali: in particolare si conserva l'abside, caratterizzato da archi ogivali, realizzati con pietre bicolori, che si intersecano tra loro. Internamente era a pianta basilicale, divisa in tre navate tramite colonne in marmo con capitelli di spoglio: questi sono ancora visibili; l'illuminazione era garantita tramite feritoie. Al di sotto dell'abside è posta la cripta, orientata verso est.